# David Leslie Hawksworth
David Leslie Hawksworth (ur. 1946 w Sheffield) – angielski mykolog specjalizujący się głównie w dziedzinie lichenologii.

## Życiorys
Urodził się w Sheffield w Anglii. Jest profesorem na Uniwersytecie Complutense w Madrycie, a także pracownikiem naukowym Muzeum Historii Naturalnej w Londynie. W 2002 roku został uhonorowany Medalem Achariusa przez Międzynarodowe Towarzystwo Lichenologiczne. Ożenił się z Patricią Wiltshire, wybitnym ekologiem i palinologiem sądowym. Od 2015 roku jest redaktorem naczelnym czasopism IMA Fungus oraz Biodiversity and Conservation. W latach (1983–1997) był prezesem Międzynarodowego Instytutu Mykologicznego (CABI). W tym czasie rozwinął instytut w największy na świecie ośrodek badania grzybów.

## Osiągnięcia
Jest autorem lub współautorem około 500 prac naukowych i 50 książek o grzybach i porostach, obejmujących tak różnorodne tematy, jak systematyka, nomenklatura, ekologia, florystyka, monitorowanie zanieczyszczeń, różnorodność biologiczna i ochrona. Niektóre z tych publikacji są podstawowymi źródłami, nie tylko w mykologii (w tym w lichenologii), ale również w innych dziedzinach naukowych, na przykład w szacowaniu liczby grzybów na Ziemi, w dyskusji na temat różnorodności biologicznej, w rozwijaniu skali porostowej do szacowania poziomów zanieczyszczenia powietrza dwutlenkiem siarki. Bierze czynny udział w pracach nad systematyką grzybów w takich wielkich projektach jak Dictionary of Fungi, Index Fungorum i Systema Ascomycetum (z O.E. Erikssonem). To L.D. Hawksworth ożywił międzynarodowe badania nad porostami i był głównym motorem napędowym w próbach uczynienia botanicznej, a nawet biologicznej nomenklatury bardziej przyjazną dla użytkownika. Był redaktorem sześciu wydań Międzynarodowego Kodeksu Nomenklatury.
Jest autorem licznych taksonów porostów. W naukowych nazwach utworzonych przez D.L. Hawkswortha taksonów dodawany jest cytat D. Hawksw.